# 7.5冬冬モーニング娘。ミニ!
『(7.5)冬冬モーニング娘。ミニ!』（ななてんご ふゆふゆモーニングむすめミニ!）は、2006年12月13日にアップフロントワークス（zetimaレーベル）から発売されたモーニング娘。の1枚目のミニアルバムである。

## 概要
初回生産限定盤と通常盤の2形態で発売。初回生産限定盤はCD+DVD、通常盤はCDのみ。通常盤にはモーニング娘。フォトカード1種が封入されている。
モーニング娘。初のミニアルバムであり、通算7.5枚目（7枚目と8枚目の間）のアルバムとなる。
このミニアルバムでは、冬に相応しい曲を5曲つんく♂によってプロデュースし、それをメンバーが個々に歌い、さらに11月に発売されたシングル「歩いてる」と組み合わせ、冬を感じさせるようなミニアルバムに仕上がっている。
光井愛佳は発売3日前の12月10日にモーニング娘。の第8期メンバーとして加入したばかりであるため、このミニアルバムには参加していない。

## 収録曲

### CD
- 全作詞・作曲：つんく / プロデュース：つんく♂

1. 歩いてる [4:53]
  - 編曲：鈴木Daichi秀行

31stシングル。
2. キラキラ冬のシャイニーG / 田中れいな [4:46]
  - 編曲：湯浅公一

田中にとって初のソロ曲。
3. 雪／愛×あなた≧好き / 高橋愛 With MC GAKI [6:19]
  - 編曲：高橋諭一
4. 寒いから冬だもん! 〜どうもこうもないっすよミキティ〜 / 藤本美貴 With 岡井千聖 & 萩原舞（℃-ute） [4:50]
  - 編曲：平田祥一郎
5. コタツの歌 〜jyuken story〜 / 吉澤ひとみ・新垣里沙・亀井絵里 [4:46]
  - 編曲：AKIRA
6. わ〜MERRYピンXmas! / 重ピンクと、こはっピンク [3:57]
  - 編曲：湯浅公一

7thアルバム『レインボー7』収録曲「レインボーピンク」に続く重ピンクと、こはっピンク名義の楽曲である。

### 初回生産限定盤付属DVD

#### モーニング娘。コンサートツアー2006秋 〜踊れ!モーニングカレー〜 10.28日本武道館
1. 踊れ!モーニングカレー
2. 歩いてる

## 参加メンバー
- 4期：吉澤ひとみ
- 5期：高橋愛・新垣里沙
- 6期：藤本美貴・亀井絵里・道重さゆみ・田中れいな
- 7期：久住小春

## 参加ミュージシャン
- つんく♂：Chorus (#1)
- 鈴木 "Daichi" 秀行：Programming (#1), Guitar (#1)
- 竹上良成：T. Sax (#1)
- 竹内浩明：Chorus (#1)
- 湯浅公一：Programming (#2, #6)
- CHINO：Chorus (#2, #4)
- 高橋諭一：Programming (#3), Guitar (#3), Chorus (#3)
- 平田祥一郎：Programming (#4)
- AKIRA：Programming (#5), Chorus (#5)
- 久保田薫：Chorus (#6)